# International Aikido Federation
La International Aikido Federation (IAF) è la federazione sportiva internazionale che governa lo sport dell'aikidō.

## Organizzazioni a cui appartiene
- SportAccord (GAISF)
- International World Games Association (IWGA)

## Sport dimostrativo ai World Games 2005
L'aikido è stato sport dimostrativo ai World Games 2005 di Duisburg  e per questo, pur non avendo poi fatto parte del programma ufficiale dei successivi World Games 2009, la sua federazione fa parte dell'IWGA.